# Dasychira styx
Dasychira styx är en fjärilsart som beskrevs av Barnes och Mcdunnough 1911. Dasychira styx ingår i släktet Dasychira och familjen tofsspinnare. Inga underarter finns listade i Catalogue of Life.